# Oncocnemis pudorata
Oncocnemis pudorata är en fjärilsart som beskrevs av Smith 1893. Oncocnemis pudorata ingår i släktet Oncocnemis och familjen nattflyn. Inga underarter finns listade i Catalogue of Life.